# Fundamenta Mathematicae
«Fundamenta Mathematicae» (с лат. — «Основания математики», принятое сокращение: Fund. Math.) — польский рецензируемый научный журнал по математике, посвящённый преимущественно исследованию оснований математики. В частности, освещаются проблемы теории множеств, математической логики, топологии, а также смежные вопросы алгебры, теории динамических систем и других разделов математики. Основан в 1920 году и стал первым в мире специализированным математическим журналом..
В журнале публиковались статьи крупнейших польских и других европейских математиков. В частности, среди авторов были:
- Стефан Банах
- Казимеж Куратовский
- Анри Лебег
- Стефан Мазуркевич
- Анджей Мостовский
- Ян Мычельский
- Вацлав Серпинский
- Альфред Тарский
- Морис Фреше
- Феликс Хаусдорф
- Эрнст Цермело
- Гуго Штейнгауз
- Самуэль Эйленберг

и другие. В наши дни издание осуществляет Математический институт Польской академии наук, Адрес редакции: Fundamenta Mathematicae, Śniadeckich 8, P.O. Box 21, 00-956 Warszawa 10.

## История
Журнал был задуман Зигмундом Янишевским для поддержки математических исследований в Польше. Сам Янишевский не дожил до первого выпуска  журнала — он умер 3 января 1920 года. Вацлав Серпинский и Стефан Мазуркевич взяли на себя обязанности главного редактора. Журнал издавался в Варшаве. Вскоре после начала публикации к группе редакторов-основателей присоединились Казимеж Куратовский и Карол Борсук. Вокруг журнала формируется Варшавская математическая школа, вскоре завоевавшая авторитет в научном мире. В 1936 году Яков Давидович Тамаркин заявил, что журнал 
достиг международного признания и сотрудничества, а его история стала историей современной теории функций и теории множеств.
За довоенный период 1920—1939 вышли в свет 32 тома журнала, в которых были опубликованы 915 научных статей.
Две трети этих статей (624) были написаны польскими математиками.
Большинство публикаций были написаны на французском языке (66%), гораздо меньшая часть была на немецком (18%), английском (14%) или итальянском (1%).
С 1945 года издание журнала возобновилось, вышел 33-й том.
Современные тома журнала используют в основном английский язык.

## Показатели
- Журнал индексируется в Science Citation Index[9] Scopus,[10] и Zentralblatt MATH[11].
- По данным Journal Citation Reports, журнал на 2016 год имел импакт-фактор 0,609[12].
- На 2016 год MCQ журнала составил 0,07, при среднем 0,22 по всем математическим журналам.

## Список литературы
- Bradley, Michael J. (2006), Modern Mathematics: 1900 to 1950, Infobase Publishing, p. 176, ISBN 0816054266
- The Editors (1978), One Hundred Volumes of "Fundamenta Mathematicae" (PDF), Fundamenta Mathematicae, 100 (1): 1–8, MR 0485074 {{citation}}: |last= имеет универсальное имя (справка)
- Kuratowski, Kazimierz (1980), A Half Century of Polish Mathematics: Remembrances and Reflections, International Series in Pure and Applied Mathematics, vol. 108, Warsaw/Oxford: Wydawnictwo Naukowe PWN/Pergamon Press, pp. VIII+204, ISBN 83-01-00819-9, MR 0565253, Zbl 0438.01006
- Wasilewska, Anita (2013), Chapter 1. From Logic to Computer Science–A personal Experience, in Skowron, Andrzej (ed.), Rough Sets and Intelligent Systems – Professor Zdzisław Pawlak in Memoriam: Volume 2, Intelligent Systems Reference Library, vol. 43, Berlin–Heidelberg–New York: Springer Verlag, pp. 1–5, ISBN 978-3-642-30341-8